# Ribosoma mitocondriale

Struttura di un mitocondrio, con i ribosomi mitocondriali immersi nella matrice interna

I ribosomi (al singolare ribosoma) mitocondriali (o mitoribosomi) sono le particelle responsabili della traduzione del genoma mitocondriale. I ribosomi mitocondriali rivestono un'importanza critica nella sintesi di proteine coinvolte nella produzione di ATP all'interno dei mitocondri.

## Struttura
I ribosomi mitocondriali differiscono per struttura da specie a specie. Inoltre, essi sono diversi dai ribosomi batterici dai quali derivano, sia da quelli citoplasmatici: infatti hanno subito un profondo rimodellamento che ha portato ad una variazione del rapporto rRNA-proteine contenuti (risultato in una diminuzione del primo), dovuto ad un'alta specializzazione nella sintesi di proteine di membrana: ad esempio, nel caso del ribosoma mitocondriale nel lieviti, si ha una netta predominanza del contenuto proteico rispetto a quello di RNA (rapporto di circa 2:1). Tuttavia mantengono la divisione in subunità maggiore e minore.
Gli studi strutturali sono stati effettuati prevalentemente sul ribosoma mitocondriale umano e su quello di lievito.
- Il mitoribosoma umano è caratterizzato da 80 proteine e tre molecole di RNA (16S mt-LSU rRNA, 12S mt-SSU rRNA, and mt-tRNAVal)[3]
- Il ribosoma mitocondriale in Saccharomyces cerevisiae ha un coefficiente di sedimentazione di 74S (37S per la subunità minore e 54S per quella maggiore)[4].

Da sottolineare che le proteine di cui sono composti i ribosomi mitocondriali sono importate del citoplasma, le quali sono espresse dal genoma nucleare attraverso i ribosomi citoplasmatici; nel caso dei mitoribosomi di lievito, l'unica componente proteica proveniente dal genoma mitocondriale è Var1, componente della subunità minore. Inoltre, i due RNA ribosomiali 21S e 15S presenti nel mitoribosoma sono anch'essi trascritti dal genoma mitocondriale di Saccharomyces cerevisiae.
Nonostante un'ottima conoscenza dal punto di vista strutturale dei ribosomi mitocondriali grazie a studi di criomicroscopia elettronica, sono ancora scarse le conoscenze riguardo ai meccanismi di traduzione. Recenti lavori hanno individuato un alto numero di proteine che vi interagiscono, formando complessi contenenti fattori coinvolti in tutti gli stadi dell'espressione post-trascrizionale.

## Caratteristiche
Questi cambiamenti strutturali hanno portato all'evoluzione di peculiari caratteristiche nella traduzione, come l'introduzione di "translational activators": essi interagiscono con le sequenze 5'-UTR dei vari mRNA mitocondriali, permettendo l'inizio della traduzione. Altri ancora hanno una doppia funzione: nel caso della biogenesi dell'mRNA COB, corrispondente al citocromo b, la coppia di translational actovators Cbp3-Cbp6 interagisce sia durante la traduzione, sia durante l'assemblaggio del citocromo b nel complesso III della catena di trasporto degli elettroni.